# Goryphus hyalinoides
Goryphus hyalinoides är en stekelart som först beskrevs av Tohru Uchida 1931.  Goryphus hyalinoides ingår i släktet Goryphus och familjen brokparasitsteklar. Inga underarter finns listade i Catalogue of Life.